# Alexandre Tchakovski
Alexandre Borissovitch Tchakovski (en russe : Алекса́ндр Бори́сович Чако́вский), né le 26 août 1913 à Saint-Pétersbourg et mort le 17 février 1994 à Moscou, est un écrivain et journaliste soviétique.

## Biographie
Né le 26 août 1913 à Saint-Pétersbourg. Il vient d'une riche famille bourgeoise juive. Son grand-père Matveï Abramovitch Tchakovski était un marchand de la première guilde et un grand propriétaire à Samara. Son père Boris Matveïevitch Tchakovski était un vénéréologue célèbre et son oncle Ilya Matveïevitch Tchakovski, avocat assermenté à Saint-Pétersbourg. Alexandre Tchakovski a passé son enfance et son adolescence à Samara, où il est diplômé de l'école en 1930. En tant que lycéen, il participe à la campagne de Likbez  pour l'éradication de l'analphabétisme et à la collectivisation. À l'âge de 17 ans, il part pour Moscou pour commencer une vie indépendante. En 1938, il est diplômé de l'Institut de littérature Maxime-Gorki, ensuite il étudie à l'école supérieure de l'Institut de philosophie et de littérature de Moscou. Pendant ses études, il travaille dans la revue littéraire et artistique Octobre. Il fait ses débuts en tant que critique littéraire en 1937. En 1939, il est accepté comme membre candidat du PCUS et en 1941, il devint membre du PCUS. Il est membre de l'Union des écrivains soviétiques à partir de 1941.
En 1941, il dirige le département de scénaristes du studio de cinéma Mosfilm. Dès janvier 1942, il est correspondant pour les journaux du front de Volkhov Znamia pobedy et Frontovaya pravda. Il est démobilisé en mars 1945.
En 1950, un prix Staline de 3e classe lui est attribué pour le roman C'est déjà la matin chez nous (1949).
En 1955, il devient rédacteur en chef de la revue Littérature étrangère ; en 1962-1988, rédacteur en chef de la Literatournaïa gazeta.
En 1973, il signe la lettre ouverte d'un groupe d'écrivains soviétiques célèbres dénonçant les «actions et discours antisoviétiques d'Alexandre Soljenitsyne et Andreï Sakharov», publiée dans le journal La Pravda le 31 août 1973. Il rédige également un article dénonçant les dissidents Alexandre Ginsburg et Iouri Galanskov.
Il est membre candidat du Comité central du CCPCUS (1971-1986), membre du Comité central du l'Union des écrivains soviétiques (1986-1990), député du VIIe-IXe Soviet suprême de l'Union soviétique (1966-1989), président du Comité soviétique de solidarité avec les peuples d'Amérique latine.
Alexandre Tchakovski meurt à Moscou, le 17 février 1994. Il est inhumé au cimetière de Kountsevo.
Il écrit une biographie de Léonid Brejnev, la petite terre.